# وسیم البزور
وسیم البزور (انگلیسی: Waseem Al-Bzour؛ زادهٔ ۲۴ نوامبر ۱۹۷۹) بازیکن سابق و مربی فوتبال اهل اردن است.
از باشگاه‌هایی که در آن بازی کرده‌است می‌توان به باشگاه ورزشی الفیصلی، باشگاه ورزشی الرمثا، و باشگاه فوتبال الشباب اردن اشاره کرد.
وی همچنین در تیم ملی فوتبال اردن بازی کرده‌است.